# Lars Roberg
Lars Roberg, švedski zdravnik in pedagog, * 4. januar 1664, Stockholm, † 21. maj 1724, Uppsala.
Med njegovimi učenci sta bila tudi Carl von Linné in Peter Artedi.